# Far Skies Deep Time
Far Skies Deep Time ist die siebte Studioproduktion der englischen Retro-Prog-Band Big Big Train. Die EP wurde im Oktober 2010 veröffentlicht.

## Inhalt
Far Skies Deep Time ist eine Zusammenstellung von Songs, die alle sehr an die Genesis der 1970er Jahre erinnern. Stilistisch reinster Retro-Prog. Am deutlichsten wird dies beim ersten Stück Master of Time, ein Cover einer Anthony-Phillips-Komposition. Dieses Stück erschien als Demoversion auf der CD-Ausgabe des Anthony-Phillips-Albums The Geese & The Ghost. Big Big Train haben diese Demo zu einem Klassik-Prog-Song veredelt.
Auf dem Reissue 2011 unter dem russischen MALS-Label wurde Master of Time – wegen Lizenzproblemen – durch eine Neueinspielung von Kingmaker ersetzt. Ursprünglich war Kingmaker auf dem Demo The Infant Hercules von 1993 erschienen.
Das zweite Stück Fat Billy Shouts Mine – es handelt von William 'Fatty' Foulke im glanzlosen Jenseits – war für das Album The Underfall Yard komponiert worden, in dieser Aufnahme wirkt Martin Orford (ex-IQ) als Gastmusiker mit. British Racing Green, das dritte Stück, erzählt die Geschichte einer Trennung zur Weihnachtszeit. Auch Brambling ist eine Art Liebeslied, ein wehmütiger Rückblick auf die erste Liebe. Durch leicht jazzige Gitarrenintermezzi hebt sich dieser Song deutlich von den anderen vieren ab. Der abschließende Longtrack The Wide Open Sea (Jacques Brels fiktiver Segeltörn in den Tod) betont noch einmal den Respekt vor und die Einflüsse von Genesis und ist auch eine Verbeugung vor dem Lebenswerk Jacques Brels.

## Titelliste
1. Master of Time – 07:44 (wurde durch Kingmaker (10:31) auf dem 2011er Reissue ersetzt)
2. Fat Billy Shouts Mine – 06:39
3. British Racing Green – 03:59
4. Brambling – 05:00
5. The Wide Open Sea – 17:44

## Kritiken
„Im Ergebnis erfüllt Far Skies Deep Time alle Erwartungen. Es ist ein grossartiges Album und mein Kandidat für das Album des Jahres. Höchste Empfehlung, wirklich!“

„Normalerweise sind EPs ja eher etwas für die richtigen Fanboys. Dies ist bei "Far skies deep time" nicht so. Es wird wieder erstklassiges, ausgereiftes Material geboten, so dass eigentlich jeder, dem bereits der Vorgänger "The Underfall Yard" gefallen hat, ganz einfach zuschlagen muss.“

„Die EP endet mit dem 17 minütigen The Wide Open Sea. Es erzählt die Geschichte des Singer-Songwriters Jacques Brel - und es ist wundervoll. Wenn Du Ocean Cloud magst dann wirst auch dies mögen. Aber dies ist besser. Die Texte sind außergewöhnlich - The sea is my blood, the rain and the sky are my eyes – und die Musik… Es ist alles von Big Big Train, aber mit einem Wink zu Genesis, Marillion und Yes.“

„absolut beautiful music“

„Dies ist das beste Album das Genesis nie machte und es ist eine der besten Veröffentlichungen des Jahres 2010.“

„BBT sind eine interessante Einheit mit Topmusikern im Hintergrund. Neben dem Hauptsongwriter Greg Spawton hat sich nun auch David Longdon als Komponist angemeldet und dies tut er mit Bravour. Ich bin gespannt auf weitere Taten aus dem Hause BBT. Grossartige Musik, grossartiges Endresultat. Mehr davon!“

## Trivia
Mit einer Abspieldauer von über 40 Minuten schlägt diese EP so manches Album. Big Big Train hat sich trotzdem zur Veröffentlichung als EP entschlossen, um Far Skies Deep Time nicht den Status des Nachfolgers von The Underfall Yard zu geben. Dies soll English Electric werden.